# Abstiftung
Die Abstiftung ist ein Sonderfall der Anstiftung. Die Besonderheit der Abstiftung ist, dass der Täter bereits fest entschlossen war, ein qualifiziertes Delikt zu begehen und der Abstifter ihn dazu bewegt, lediglich ein leichteres Delikt gleichen Typs (Grunddelikt) zu begehen.
Beispiel: T ist fest entschlossen, den O zu berauben und dabei ein Messer mitzuführen (die Verwirklichung würde einen schweren Raub i. S. d. § 250 I Nr. 1 lit. a StGB und damit eine Qualifikation des Raubes darstellen). A überredet ihn dazu, das Messer nicht mitzunehmen (es läge bei der Verwirklichung nur ein „einfacher“ Raub i. S. d. § 249 I StGB und damit nur das Grunddelikt vor).
Im Hinblick auf die Strafbarkeit des Abstifters ist zu unterscheiden:
- gibt der Täter durch die Einwirkung des Abstifters sein strafbares Vorhaben vollständig auf, so fehlt es schon an der vorsätzlichen Haupttat i. S. d. § 26 StGB. Damit muss aufgrund der Akzessorietät zwischen Teilnahme und Haupttat auch der Abstifter straflos sein und eine Anstiftung scheidet aus.

- wird der Täter vom Abstifter überredet, nicht wie ursprünglich vom Täter beabsichtigt das schwerere Delikt, sondern nur das leichtere Delikt zu verwirklichen (beispielsweise statt eines Diebstahls mit Waffen „nur“ einen einfachen Diebstahl), so bleibt der Abstiftende nach dem Grundsatz der Risikoverringerung regelmäßig straflos. Je nach vertretener Ansicht kann aber eine psychische Beihilfe vorliegen,[1] die aber gem. § 34 StGB gerechtfertigt[2] sein kann. Freilich lehnt die herrschende Meinung schon die Tatbestandlichkeit der psychischen Beihilfe mangels objektiver Zurechnung ab.[2] Stellt man die Erhöhung des Begehungsrisikos durch eine psychische Beihilfe der Abmilderung der Gefährlichkeit des Delikts gegenüber, so müsse erstere zurücktreten.[2]

Die Abstiftung ist, allein schon wegen der sehr unterschiedlichen rechtlichen Folgen, streng von der Aufstiftung zu unterscheiden.
Überredet der Teilnehmer den Haupttäter anstelle der geplanten Tat eine gänzlich andere (etwa Diebstahl anstelle einer Körperverletzung) zu begehen, liegt eine sogenannte Umstiftung vor. Dieser Fall ist wie eine herkömmliche Anstiftung zu behandeln.